# São João da Serra (Oliveira de Frades)
São João da Serra é uma povoação e freguesia portuguesa do município de Oliveira de Frades, freguesia com 12,21 km² de área e 409 habitantes (censo de 2021), tendo, por isso, uma densidade populacional de 33,5 hab./km².

## Demografia
A população registada nos censos foi:
| Distribuição da População por Grupos Etários | Distribuição da População por Grupos Etários | Distribuição da População por Grupos Etários | Distribuição da População por Grupos Etários | Distribuição da População por Grupos Etários |
| -------------------------------------------- | -------------------------------------------- | -------------------------------------------- | -------------------------------------------- | -------------------------------------------- |
| Ano                                          | 0-14 Anos                                    | 15-24 Anos                                   | 25-64 Anos                                   | > 65 Anos                                    |
| 2001                                         | 96                                           | 81                                           | 325                                          | 141                                          |
| 2011                                         | 55                                           | 48                                           | 267                                          | 154                                          |
| 2021                                         | 27                                           | 40                                           | 191                                          | 151                                          |

## Povoações
- Bispeira
- Cercal
- Conlela
- Covelinho
- São João da Serra (sede)

## Património
- Capela de Santa Luzia
- Cruzeiro
- Rocha gravada do Covelinho
- Trecho de calçada romana do Vau
- Trechos do rio Teixeira e Vouga
- Outeiro do Mouro
- Vestígios castrejos